# Bergheimer Kreisbahn

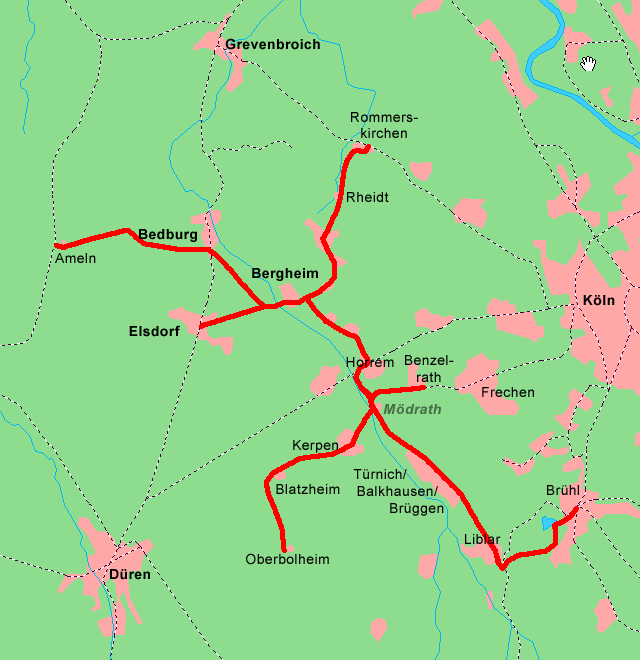
Karte der Strecken der Bergheimer Kreisbahn und Mödrath-Liblar-Brühler Eisenbahn kurz vor der Verstaatlichung

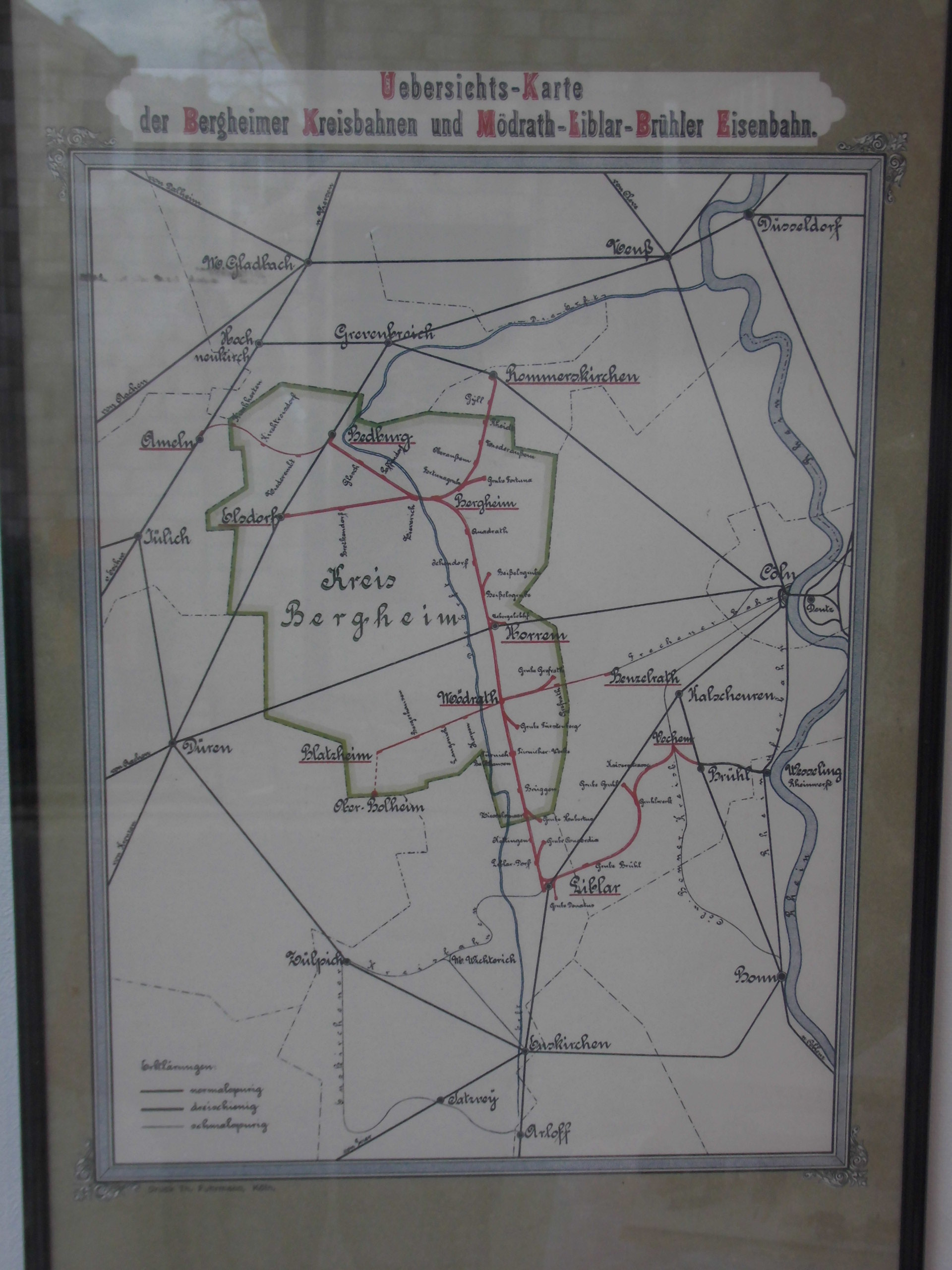
Schienennetz (Ende 19. Jahrhundert?)

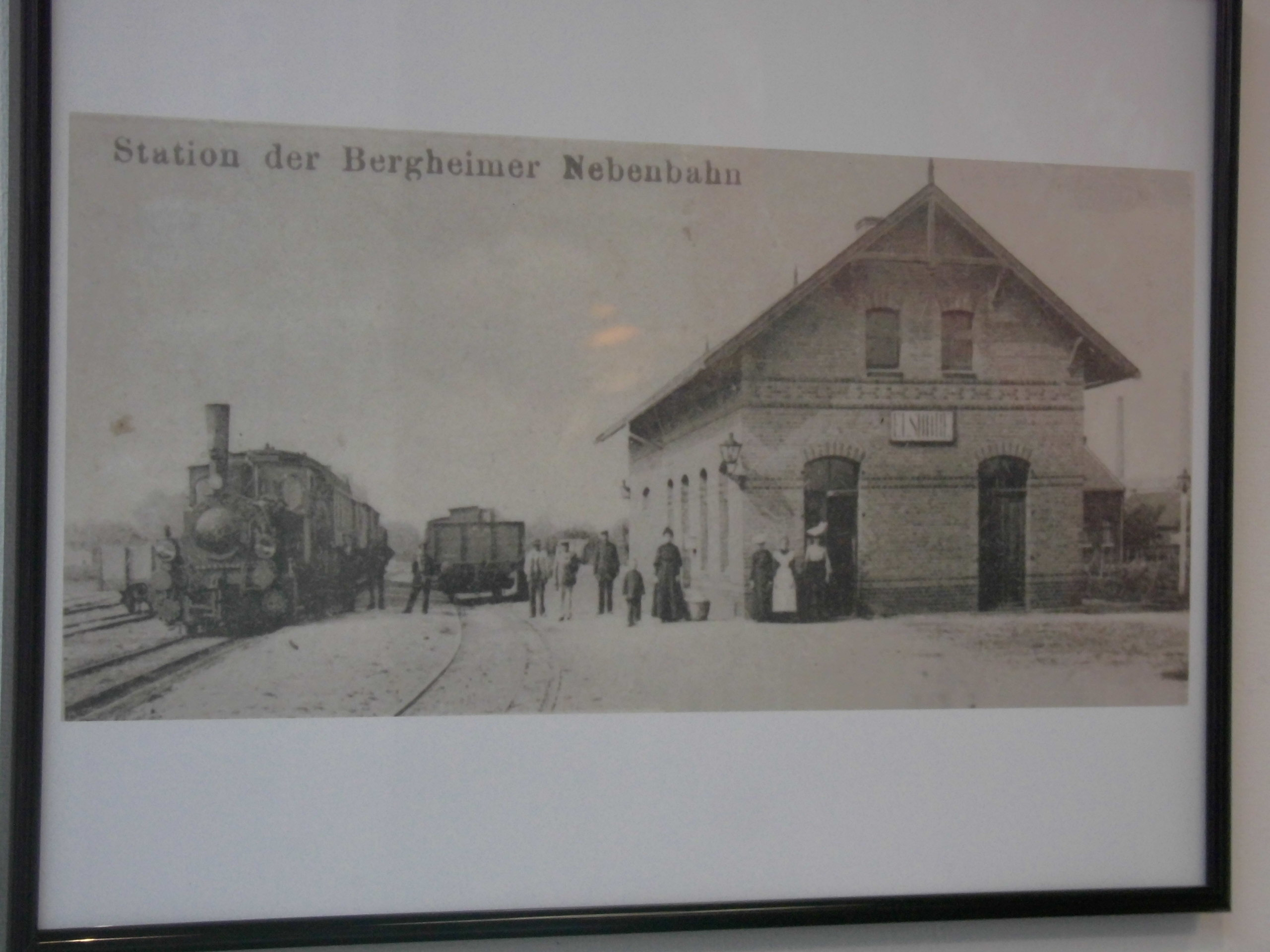
Bahnhof Elsdorf Ost mit dreischienigen Gleisen

Die Bergheimer Kreisbahn war eine Bahngesellschaft des Kreises Bergheim (Erft). Sie wurde gegründet, um den Kreis verkehrlich zu erschließen.

## Geschichte
Die ersten Eisenbahnverbindungen im Kreis Bergheim (Erft), der im Wesentlichen dem Nordteil des heutigen Rhein-Erft-Kreises entspricht, waren die Bahnstrecken Köln – Horrem – Düren – Aachen (eröffnet 1841, heute KBS 480) und Düren – Elsdorf – Bedburg – Grevenbroich – Neuss (eröffnet 1868/69).
Beide Strecken führten ohne Anschluss 6 bzw. 4,5 Kilometer an der Kreisstadt Bergheim vorbei. Der Plan einer Verlängerung der Strecke Aachen – Jülich über Bergheim nach Köln scheiterte. Daher beschloss der Kreis im Jahr 1894, das Kreisgebiet mit einer meterspurigen Kreisbahn zu erschließen. Innerhalb von drei Jahren wurden mehrere Strecken eröffnet:
- Benzelrath–Mödrath–Kerpen–Blatzheim–Oberbolheim
- Mödrath–Horrem–Bergheim–Zieverich–Elsdorf
- Zieverich–Bedburg
- Bergheim–Niederaußem–Rheidt(–Rommerskirchen)
- Bedburg–Ameln

In Bedburg und Horrem bestand Anschluss an die Strecken der Staatsbahn, in Benzelrath an die Strecke der Köln-Frechen-Benzelrather Eisenbahn (KFBE) nach Köln und in Mödrath an die Mödrath-Liblar-Brühler Eisenbahn (MLBE). Beide Strecken waren ebenfalls in der Spurweite von 1000 mm ausgeführt. Die MLBE wiederum hatte in Liblar Anschluss an die Staatsbahn und die ebenfalls meterspurige Euskirchener Kreisbahnen. In Brühl bestand auch ein Anschluss an die Staatsbahn und an die damals auch noch meterspurige Vorgebirgsbahn der Köln-Bonner Eisenbahnen (KBE). Somit existierte in der Region der Jülich-Zülpicher Börde ein zusammenhängendes Meterspurnetz von Zülpich im Süden bis Bedburg im Norden und von Köln im Osten bis Elsdorf im Westen. Die Bedienung der Zuckerfabriken und Braunkohlegruben als Hauptkunden des Güterverkehrs war somit sichergestellt, ebenso der Personenverkehr in den wichtigsten Relationen.
In den folgenden Jahren wurden noch einige Streckenerweiterungen vorgenommen: Die Strecke nach Blatzheim wurde bis Oberbolheim verlängert, und eine weitere wurde von Bedburg nach Ameln errichtet, wo man Anschluss an die Staatsbahnlinie Jülich–Hochneukirch–Mönchengladbach hatte und wo es eine weitere Zuckerfabrik gab. Auch die Strecke von Bergheim nach Rheidt wurde bis Rommerskirchen an der Staatsbahnstrecke Köln–Grevenbroich–Mönchengladbach verlängert.
Da ein zunehmender Teil der Güter mit der Staatsbahn weitertransportiert wurde, wurde das Streckennetz mitsamt der Strecke Mödrath–Liblar–Brühl in den Jahren 1903/1904 auf Normalspur (1435 mm) umgespurt.

## Das Ende der Kreisbahn
Einige Jahre vor dem Ersten Weltkrieg entstand die Idee, eine Entlastungsstrecke für den Güterverkehr aus dem Ruhrgebiet Richtung Frankreich zu bauen. Diese Strecke hatte einen rein militärischen Nutzen und wird daher auch „Strategischer Bahndamm“ genannt.
Der Streckenverlauf war von Neuss über Rommerskirchen–Horrem–Liblar–Rheinbach ins Ahrtal und dann weiter über Daun an die Mosel geplant. Ein wesentlicher Teil dieser Bahnlinie war demnach die Strecke Rommerskirchen–Mödrath der Bergheimer Kreisbahn und das anschließende Teilstück der MLBE von Mödrath nach Liblar. Daher wurden beide Bahngesellschaften zum 1. Januar 1913 kurzerhand gegen Zahlung einer Entschädigung verstaatlicht. Das Kriegsende und der folgende Versailler Vertrag verhinderten allerdings die Fertigstellung der Strategischen Bahn.

## Heutiger Bestand
Von den ehemaligen Strecken der Bergheimer Kreisbahn existieren heute noch die Strecke von Horrem über Bergheim nach Bedburg und die Strecke Niederaußem–Rommerskirchen. Letztere wird nur im Güterverkehr befahren. In Niederaußem befindet sich der Übergabebahnhof von RWE Power. Eine Verbindung zur Hambachbahn und Nord-Süd-Bahn ist vorhanden. Auf der erstgenannten Strecke wird auch ein reger Personenverkehr in der Relation Köln–Horrem–Bergheim–Bedburg–Grevenbroich–Neuss als Erftbahn betrieben. Langfristig soll diese Strecke für den S-Bahn-Verkehr ausgebaut werden.
Durch die Braunkohlentagebaue kam es hier zu umfangreichen Streckenverlegungen. Alle anderen Strecken sind mittlerweile abgebaut.